# Middelharnis

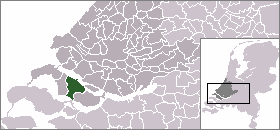
Mapa do local.

Middelharnis (população: 18.000 em 2009) é um município dos Países Baixos. 
|  |  |  |